# Cammino dei due Santuari
Il Cammino dei due Santuari è un itinerario religioso che partendo dalla Pieve di Chiampo attraversa sette valli delle Prealpi Venete arrivando al Santuario della Madonna della Corona.
Il cammino utilizza per buona parte gli esistenti percorsi segnalati dal CAI, attraversa tipici boschi di faggio e abete, prati destinati ad alpeggio e valli dall'aspetto ancora selvaggio e incontaminato. 
Lungo il tracciato si ha occasione di ammirare le tipiche contrade "cimbre" di Bosco Chiesanuova, opere di devozione, capitelli e chiesette che testimoniano un passato di fede di una popolazione semplice legata al territorio.